# Окончательная победа
Окончательная победа (эсп. Fina Venko) — идея, согласно которой искусственный язык эсперанто станет повсеместным языком международного общения. При этом не подразумевается, что он будет единственным родным языком всего населения, а только лишь вторым языком для каждого. Признаками воплощения идеи считаются резолюции ЮНЕСКО в поддержку эсперанто, Пражский манифест.
В рамках Esperanta Civito, чтобы обратить внимание на идеологичность «Окончательной победы», пользуются термином финвенкизм (finvenkismo). Так как выражения «Окончательная победа» звучит по-военному, некоторые эсперантисты пользуются альтернативным выражением «Окончательный успех» (Fina Sukceso).
Также идея обыгрывается в научно-фантастическом жанре, описывая эсперанто как будущий язык всего человечества.

## Пути достижения
Существуют два пути к «Окончательной победе»: «или продолжительным трудом отдельных людей, то есть народными массами, или декретом правительств». Первый путь принято называть «десубизм» (Desubismo, от de sub — снизу), второй — «десупризм» (Desuprismo, от de supre — сверху).
Десупризм хотя и противоположен десубизму, однако лишь их взаимодополняемость способствует наибольшему распространению эсперанто. Яркий тому пример — немецкий город Херцберг. В 1960 году в нём зародилась эсперанто-движение, активность которого привела к тому, что в 2006 году по решению городских депутатов город получил статус «эсперанто-город».

### Десубизм
Именно десубизм, по мнению Заменгофа, наиболее вероятный путь, так как «правительства приходят со своим одобрением и помощью обычно лишь тогда, когда всё уже полностью готово».
Также к десубизму можно отнести регулярные эсперанто-встречи, фестиваль языков, курсы эсперанто, путешествия посредством Pasporta Servo и другие эсперанто-мероприятия.
Важным преимуществом десубизма является естественное распространение эсперанто.

### Десупризм
Примеры десупризма реже встречаются на практике:
- Движения европейских эсперантистов за использования эсперанто в виде единого официального языка Европейского Союза. Эта идея порождает множество дискуссий[4], особенно актуальных ввиду того, что в ЕС 24 официальных языка.
- Правительства некоторых стран (например, Украины[5]) законодательно рекомендуют эсперанто изучать как факультатив в учебных заведениях.

Главное преимущество десупризма — быстрое распространение эсперанто повсеместно, где действует сила закона. К недостатку относится навязывание обязательства изучать язык.

## Раумизм
Идеология, противоположная финвенкизму — раумизм (raŭmismo). Он рассматривает «Окончательную Победу» как утопию. Раумисты акцентируют внимание не на будущем эсперанто, а на его настоящем. Согласно идее раумистов, культивировать уже имеющееся эсперанто-движение важнее, чем добиваться распространения эсперанто в мире. Для них эсперанто-сообщество — «самостоятельно выбранное диаспорное языковое меньшинство».

## Интересные факты
- «Маленькой окончательной победой» называют стремительное увеличение эсперанто-говорящих в Венгрии, начиная с 2000 года. Это было вызвано принятием нового закона в сфере образования, согласно которому для получения диплома о высшем образовании студенту необходимо было сдать экзамен по какому-либо иностранному языку. По причине лёгкости изучения многие студенты выбрали эсперанто[6].
- Эсперантисты в виде шутки fina venko трансформируют в finna venko (финская победа).